# (9112) Hatsulars
(9112) Hatsulars est un astéroïde de la ceinture principale.

## Description
(9112) Hatsulars est un astéroïde de la ceinture principale. Il fut découvert le 31 janvier 1997 à Ōizumi par Takao Kobayashi. Il présente une orbite caractérisée par un demi-grand axe de 3,11 UA, une excentricité de 0,14 et une inclinaison de 2,8° par rapport à l'écliptique.

## Compléments